# هايدكي كيس
هايدكي كيس (باليابانية: 加瀬秀樹؛ بالكانا: かせ ひでき) هو لاعب غولف ياباني، ولد في 1 ديسمبر 1959 في فوناباشي في اليابان.

## وصلات خارجية
- هايدكي كيس على موقع رابطة لاعبي الغولف المحترفين (الإنجليزية)
- هايدكي كيس على موقع رابطة اليابان للاعبي الغولف المحترفين (الإنجليزية)
- هايدكي كيس على موقع التصنيف العالمي الرسمي للغولف (الإنجليزية)